# BMW M337
Il BMW M337 è un motore a scoppio prodotto tra il 1952 ed il 1958 dalla Casa automobilistica tedesca BMW.

## Caratteristiche
Questo motore strettamente imparentato con la famiglia M328 esordì inizialmente con cubatura di 2 litri. Le misure di alesaggio e corsa erano di 66x96 mm, quindi identiche a quelle del motore M328, la cui genesi risale alla metà degli anni trenta. Identica, quindi, era anche la cilindrata di 1971 cm³.

A partire dal 1955, però, tale motore subì un'evoluzione che ne fece aumentare leggermente la cilindrata, passando da 2 a 2.1 litri.

Per tutte le versioni di M337 (tre in totale), la distribuzione era a valvole in testa, con albero a camme laterale, aste e bilancieri.

Di seguito vengono illustrate le tre versioni del motore M337.

### 2 litri da 65 CV (M337/1)
Questa nuova versione differiva dall'unità M328 da 55 CV per l'adozione di un carburatore doppio corpo Solex 30PAAJ in luogo dei due carburatori precedenti. Inoltre, il rapporto di compressione fu ulteriormente elevato, e portato a 6.8:1. Tali modifiche furono sufficienti a far salire la potenza massima a 65 CV a 4400 giri/min, mentre la coppia massima raggiunse i 119 Nm a 2000 giri/min. Tale motore è stato montato sulle BMW 501 prodotte tra il 1952 ed il 1953.

### 2 litri da 72 CV (M337/2)
È l'evoluzione del motore precedente: grazie ad alcuni sapienti accorgimenti, fra cui l'adozione di una testata dalle caratteristiche più performanti, la potenza massima è stata portata a 72 CV, sempre a 4400 giri/min. In tale configurazione, questo motore è stato montato sulle BMW 501 prodotte negli anni 1954 e 1955.

### Versione da 2.1 litri (M337/3)
Tale versione nacque da una leggera rialesatura del motore precedente. L'alesaggio fu infatti portato da 66 a 68 mm, mentre la corsa rimase invariata. La cilindrata salì a 2077 cc. Invariata la potenza massima, che rimase ferma a 72 CV. Anche in questo caso, tale motore finì per equipaggiare le BMW 501, ma solo quelle in versione 2.1 litri (esistevano anche le 501 2.6), la cui commercializzazione avvenne tra l'aprile del 1955 ed il dicembre del 1958.